# Wortelende boleet
De wortelende boleet (Caloboletus radicans) is een schimmel behorend tot de familie Boletaceae. Hij is een ectomycorrhizapartner van eiken en de beuk in lanen en wegbermen op kalkrijke klei en rijkere zandbodems. De soort is matig algemeen. Hij komt voor op min of meer schrale lanen en bermen met oude bomen, voornamelijk op kalkhoudende rivierklei, soms op humusrijk, lemig zand. Vruchtlichamen komen voor tussen de zomer en de herfst. 

## Kenmerken

### Uiterlijke kenmerken
Hoed
De hoed is dik, stevig, tot 20 cm in diameter. De kleur is wit of bleek vuilbruin. Het oppervlak is droog, fijn viltig, later vaak craquelé. 
Poriën en buisjes
De poriën zijn tot 1 mm doorsnee, rond, diep geel. Buisjes bleek tot krachtig geel tot groengeel. 
Steel
De steel is 5-8 cm lang en 3-4 cm dik. De steel is breed buikig met sterk toegespitste, wortelende voet. De kleur is helder geel aan de top, daaronder bleek geel tot wittig, naar de basis soms met duidelijke rode tinten, basis wit, met een fijn geel tot bleekbruin net in het bovenste deel, soms alleen goed zichtbaar aan de top. 
Vlees
Het vlees is wit in de hoed en steeltop, diep rood in de voet van de steel, in de witte delen snel blauw verkleurend bij kneuzing, maar het blauw vervaagt ook snel tot een bleek grijs. De smaak is bitter.
Geur en smaak
De geur is wat zurig-chemisch. De smaak is heel bitter met een zurige nasmaak, erg onaangenaam.
Sporenprint
De sporenprint is olijfachtig walnootbruin.

### Microscopische kenmerken
De sporen zijn glad, ellipsoïde tot spoelvormige en meten 11,5–14 × 4–5,5 μm (Q-getal is 2,0-3,1). De hyfenstructuur van de hoed is een trichoderm en besaat uit met elkaar verweven septate hyfen, vaak fijn ingelegd. De hyfen zijn inamyloïde met Melzers reagens.

## Verwarrende soorten
De wortelende boleet is algemener dan de bleke boleet (Butyriboletus fechtneri), die niet bitter smaakt.

## Verspreiding
De wortelende boleet komt wijdverbreid voor in Centraal- en Zuid-Europa. In Nederland komt hij vrij algemeen voor. Hij staat niet op de rode lijst en is niet bedreigd.

## Foto's

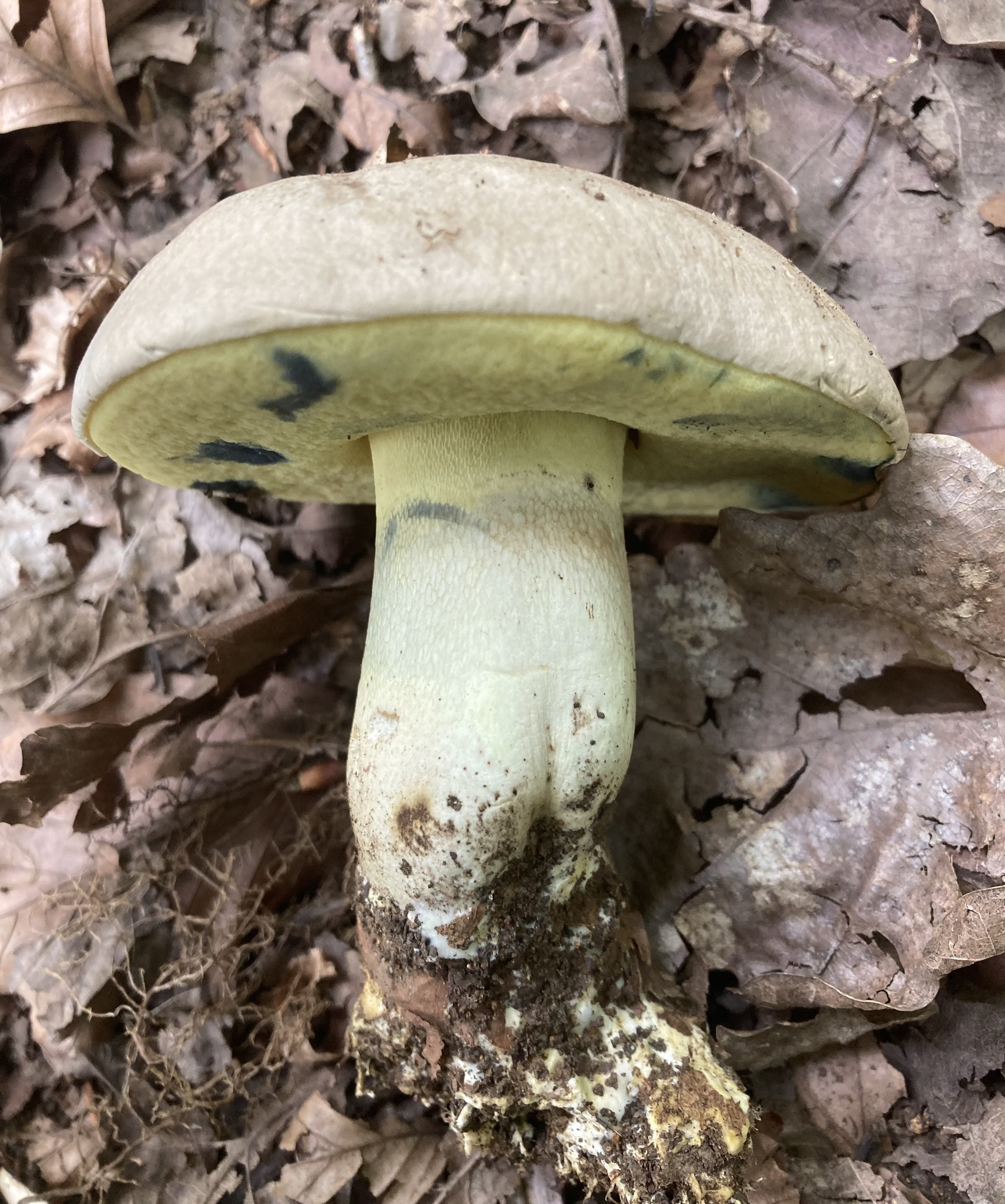
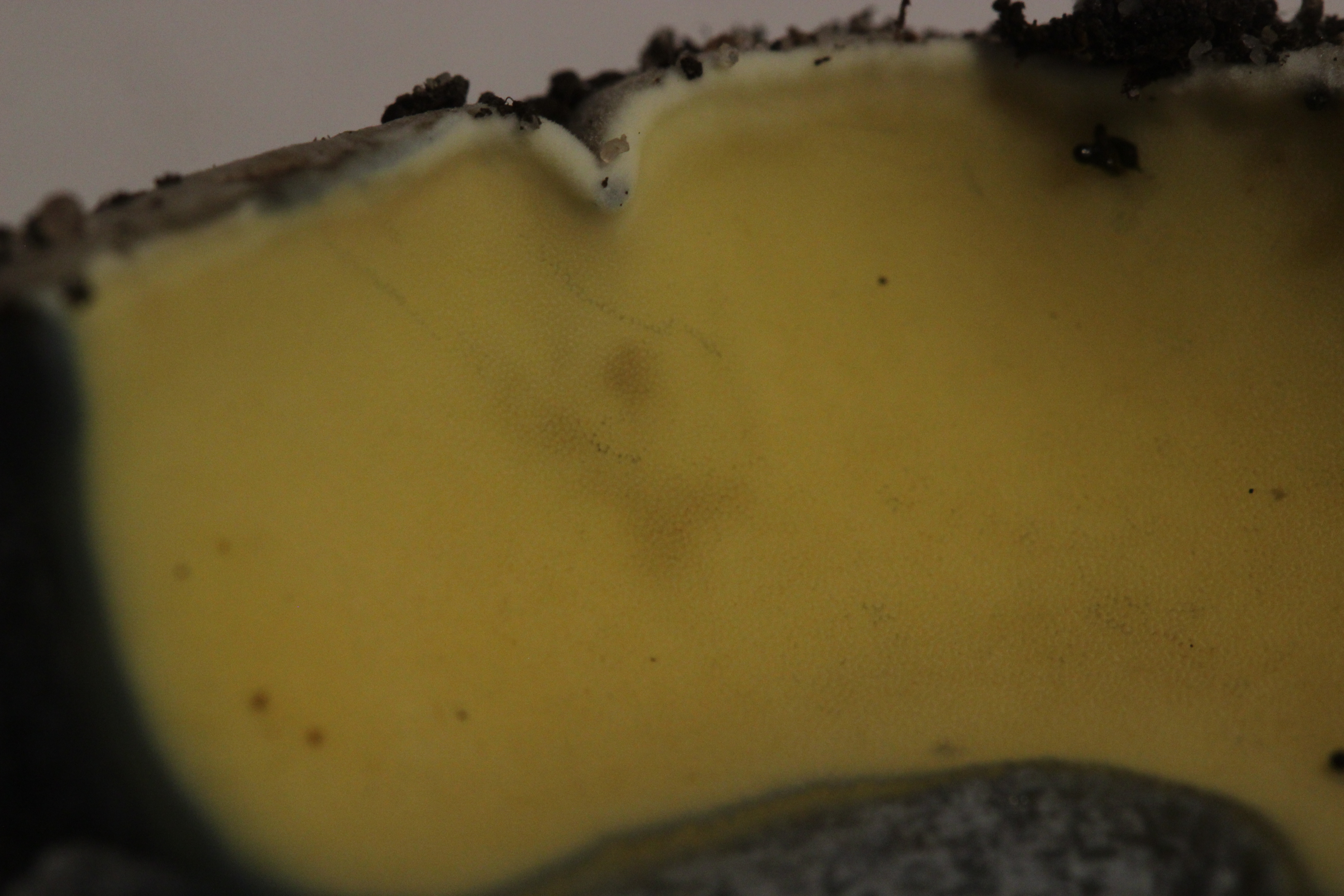
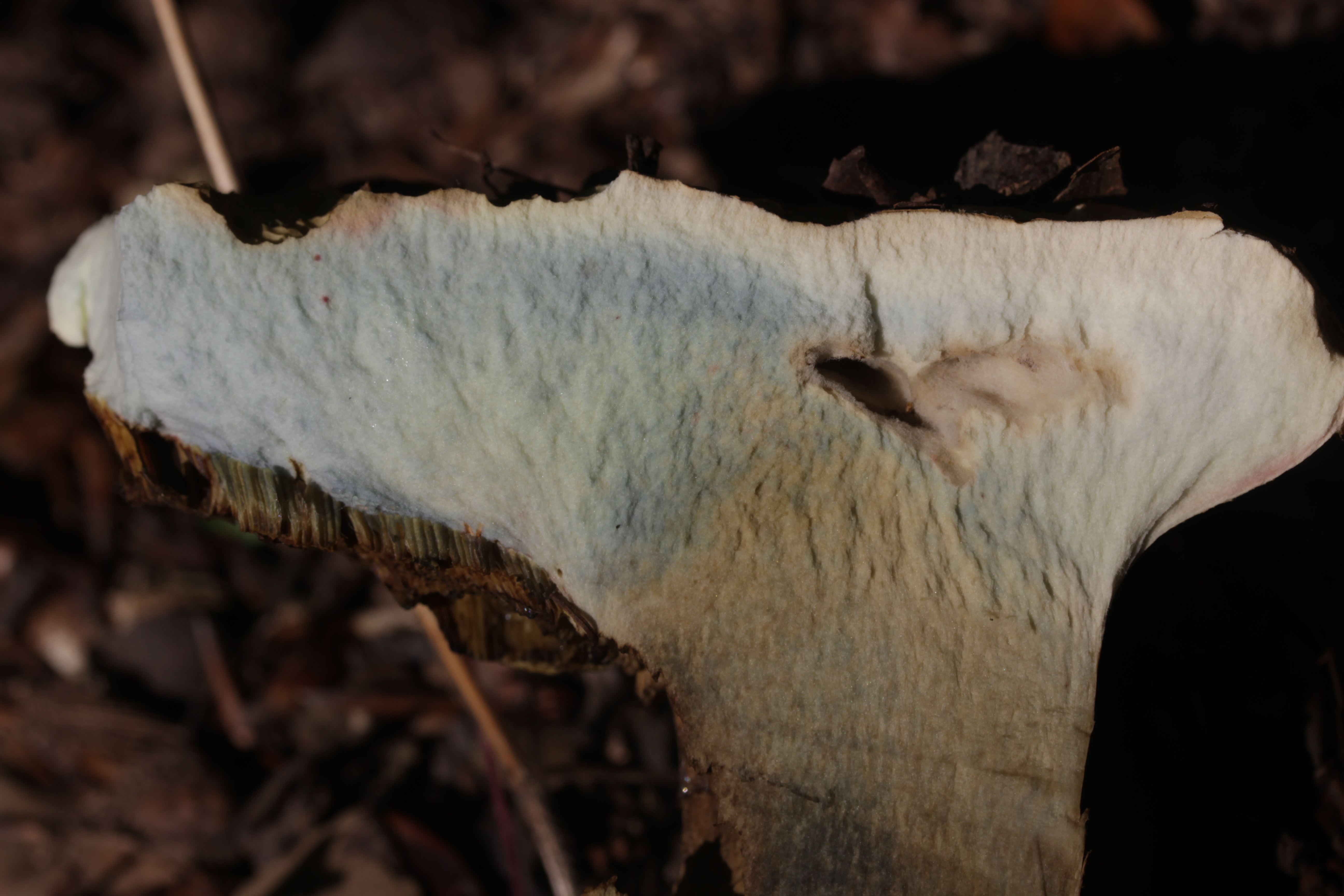
Doorsnede
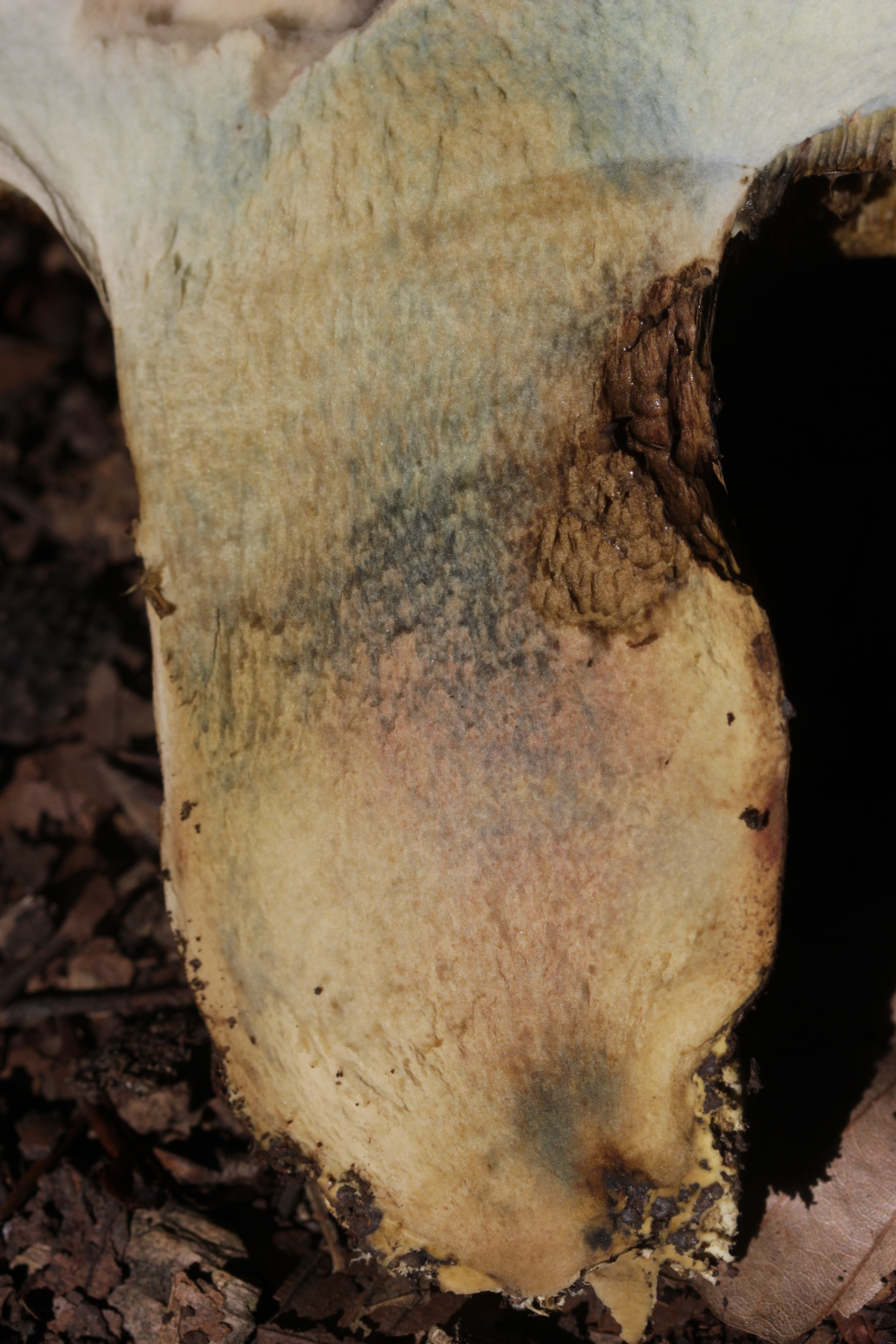